# Aglaia (género)
Aglaia es un género botánico con más de 100 especies pertenecientes a la familia (Meliaceae).

## Hábitat
Son árboles que se desarrollan en las selvas tropicales y subtropicales del sudeste de Asia, el norte de Australia y el Pacífico.
Algunos son aprovechables por su madera, otros tienen frutos comestibles, flores perfumadas o propiedades medicinales. Muchos tienen relaciones biológicas complejas con sus agentes de dispersión. Algunos muestran bioactividad insecticida.

## Taxonomía
El género fue descrito por João de Loureiro y publicado en Flora Cochinchinensis 1: 98, 173. 1790.

## Especies
Este género presenta muchos problemas taxonómicos, con el número de especies aceptadas en gran medida en función del concepto utilizado, debido a la considerable variación morfológica. La siguiente es una lista completa de los nombres descritos en el género, y muchos (la mayoría) son consideradas como sinónimos por la mayoría de las autoridades.
Entre paréntesis el ámbito geográfico o el país, según corresponda.
- Aglaia abbreviata: (China)
- Aglaia acariaeantha: (Nueva Guinea)
- Aglaia acida: (Java)
- Aglaia acminatissima: (Malasia)
- Aglaia acuminata: (Filipinas)
- Aglaia affinis: (Filipinas)
- Aglaia agglomerata: (Nueva Guinea)
- Aglaia agusanensis: (Filipinas)
- Aglaia aherniana: (Filipinas)
- Aglaia allocotantha: (Nueva Guinea)
- Aglaia alternifoliola: (Filipinas)
- Aglaia amplexicaulis
- Aglaia andamanica: (islas Andaman)
- Aglaia angustifolia: (Sumatra)
- Aglaia annamensis: (SE Asia)
- Aglaia antonii: (Filipinas)
- Aglaia apiocarpa: (Ceilán)
- Aglaia apoana: (Filipinas)
- Aglaia araeantha: (Nueva Guinea)
- Aglaia archboldiana
- Aglaia argentea: (Java)
- Aglaia aspera: (Java)
- Aglaia attenuata: (China)
- Aglaia australiensis: (Queensland)
- Aglaia axillaris
- Aglaia badia: (Filipinas)
- Aglaia bamleri: (Nueva Guinea)
- Aglaia banahaensis: (Filipinas)
- Aglaia baramensis  : (Borneo)
- Aglaia barbanthera: (Nueva Guinea)
- Aglaia barbatula: (Java)
- Aglaia barberi: (India)
- Aglaia basiphylla: (Fiyi)
- Aglaia batjanica: (Malasia)
- Aglaia bauerleni: (Nueva Guinea)
- Aglaia beccarii: (Borneo)
- Aglaia bergmanni: (Pacífico)
- Aglaia bernardoi: (Filipinas)
- Aglaia betchei: (Samoa)
- Aglaia bicolor: (Filipinas)
- Aglaia boanana: (Nueva Guinea)
- Aglaia bordenii: (Filipinas)
- Aglaia borneensis: (Borneo)
- Aglaia brachybotrys  : (Filipinas)
- Aglaia brassii: (Islas Salomón)
- Aglaia brevipeduncula  : (Nueva Guinea)
- Aglaia brevipetiolata: (Filipinas)
- Aglaia brownii: (Queensland, Nueva Guinea)
- Aglaia cagayanensis: (Filipinas)
- Aglaia calelanensis: (Filipinas)
- Aglaia canarensis: (India)
- Aglaia canariifolia: (Sulawesi)
- Aglaia caroli: (Nueva Guinea)
- Aglaia carrii: (Nueva Guinea)
- Aglaia caudatifoliolata: (Borneo)
- Aglaia cauliflora: (Sulawesi)
- Aglaia caulobotrys: (Filipinas)
- Aglaia cedreloides: (Nueva Guinea)
- Aglaia celebica: (Sulawesi)
- Aglaia chalmersi: (Nueva Guinea)
- Aglaia chartacea: (Sumatra)
- Aglaia chaudocensis: (SE Asia)
- Aglaia cinerea: (Malasia)
- Aglaia cinnamomea: (Nueva Guinea)
- Aglaia clarkii  : (Filipinas)
- Aglaia clemensiae: (Nueva Guinea)
- Aglaia clementis: (Borneo)
- Aglaia conferta: (Nueva Guinea)
- Aglaia confertiflora: (Borneo)
- Aglaia congylos: (Sri Lanka)
- Aglaia copelandii: (Filipinas)
- Aglaia cordata: (Malasia)
- Aglaia coriacea: (Borneo)
- Aglaia costata: (Filipinas)
- Aglaia crassinervia: (India)
- Aglaia cremea: (Nueva Guinea)
- Aglaia cuprea: (Filipinas)
- Aglaia cupreo-lepidota: (Filipinas)
- Aglaia curranii: (Filipinas)
- Aglaia curtisii
- Aglaia cuspidata: (Nueva Guinea)
- Aglaia cuspidella: (Borneo)
- Aglaia dasyclada: (China)
- Aglaia davaoensis: (Filipinas)
- Aglaia decandra: (Nepal)
- Aglaia densisquama: (Borneo)
- Aglaia densitricha: (Malasia)
- Aglaia denticulata: (Filipinas)
- Aglaia diepenhorstii: (Sumatra)
- Aglaia diffusa: (Filipinas)
- Aglaia diffusiflora: (Filipinas)
- Aglaia discolor: (Borneo)
- Aglaia doctersiana: (Nueva Guinea)
- Aglaia duperreana: (SE Asia)
- Aglaia dyeri: (Sulawesi)
- Aglaia dysoxylifolia: (Sulawesi)
- Aglaia edelfeldti: (Nueva Guinea)
- Aglaia edulis: (India, Fiyi)
- Aglaia elaeagnoidea: (Queensland)
- Aglaia elaphina: (Nueva Guinea)
- Aglaia elegans
- Aglaia elliptifolia: (Filipinas)
- Aglaia elmeri: (Borneo)
- Aglaia ermischii: (Pacífico)
- Aglaia erythrosperma: (Malasia, Borneo)
- Aglaia euphorioides: (SE Asia)
- Aglaia euryanthera  : (Nueva Guinea)
- Aglaia euryphylla: (Java)
- Aglaia eusideroxylon: (Java)
- Aglaia evansensis
- Aglaia everettii: (Filipinas)
- Aglaia exigua: (Nueva Guinea)
- Aglaia flavescens: (Nueva Guinea)
- Aglaia flavida: (Nueva Guinea)
- Aglaia forbesiana: (Nueva Guinea)
- Aglaia forbesii: (Malasia)
- Aglaia forstenii: (Ambon)
- Aglaia foveolata: (Malasia, Borneo, Sumatra)
- Aglaia fragilis
- Aglaia fraseri: (Borneo)
- Aglaia fusca: (Andaman Islands)
- Aglaia gagnepainiana: (Laos)
- Aglaia gamopetala: (Borneo)
- Aglaia ganggo: (Sumatra)
- Aglaia gibbsiae: (Nueva Guinea)
- Aglaia gjellerupii: (Nueva Guinea)
- Aglaia glabriflora: (Malasia)
- Aglaia glaucescens: (Islas Andaman)
- Aglaia glomerata: (Filipinas)
- Aglaia goebeliana: (Pacífico)
- Aglaia gracilis
- Aglaia gracillima: (Nueva Guinea)
- Aglaia grandifoliola: (Filipinas)
- Aglaia grandis: (Borneo)
- Aglaia greenwoodii
- Aglaia griffithii: (Malasia)
- Aglaia hapalantha: (Nueva Guinea)
- Aglaia haplophylla  : (Malasia)
- Aglaia harmsiana  : (Filipinas)
- Aglaia hartmanni: (Nueva Guinea)
- Aglaia haslettiana: (India)
- Aglaia havilandii: (Borneo)
- Aglaia hemsleyi  : (Sulawesi)
- Aglaia heptandra: (Java)
- Aglaia heterobotrys: (Sumatra)
- Aglaia heteroclita: (Malasia)
- Aglaia heterophylla: (Borneo)
- Aglaia heterotricha: (Tonga)
- Aglaia hexandra: (Filipinas)
- Aglaia hiernii: (Malasia)
- Aglaia hoanensis: (SE Asia)
- Aglaia hoii: (Vietnam)
- Aglaia huberti: (Borneo)
- Aglaia humilis
- Aglaia hypoleuca: (Sumatra)
- Aglaia ignea: (Sumatra)
- Aglaia iloilo: (Filipinas)
- Aglaia insignis  : (Borneo)
- Aglaia integrifolia: (Nueva Guinea)
- Aglaia intricatoreticulata: (Malasia)
- Aglaia janowskyi: (Nueva Guinea)
- Aglaia javanica: (Sulawesi)
- Aglaia kabaensis: (Sumatra)
- Aglaia khasiana: (Indonesia)
- Aglaia kingiana
- Aglaia korthalsii: (SE Asia)
- Aglaia kunstleri
- Aglaia laevigata: (Filipinas)
- Aglaia lagunensis  : (Filipinas)
- Aglaia lanceolata: (Filipinas)
- Aglaia lancilimba: (Filipinas)
- Aglaia langlassei: (Filipinas)
- Aglaia lanuginosa
- Aglaia latifolia: (Java)
- Aglaia lauterbachiana: (Nueva Guinea)
- Aglaia lawii: (India)
- Aglaia laxiflora: (Borneo)
- Aglaia ledermannii: (Nueva Guinea)
- Aglaia leeuwenii: (Nueva Guinea)
- Aglaia lepidopetala: (Nueva Guinea)
- Aglaia lepiorrhachis: (Nueva Guinea)
- Aglaia leptantha: (Sumatra)
- Aglaia leptoclada: (Nueva Guinea)
- Aglaia leucoclada: (Nueva Guinea)
- Aglaia leucophylla
- Aglaia littoralis: (Indonesia)
- Aglaia llanosiana: (Filipinas)
- Aglaia loheri: (Filipinas)
- Aglaia longepetiolulata: (Sumatra)
- Aglaia longifolia: (Java)
- Aglaia longipetiolata: (Filipinas)
- Aglaia maboroana: (Nueva Guinea)
- Aglaia mackiana: (Nueva Guinea)
- Aglaia macrobotrys: (Filipinas)
- Aglaia macrostigma
- Aglaia magnifoliola: (Isla Sunda)
- Aglaia maiae: (Indonesia)
- Aglaia maingayi: (Malasia)
- Aglaia malabarica: (India)
- Aglaia marginata: (Tailandia)
- Aglaia mariannensis: (Filipinas)
- Aglaia matthewsii  : (Borneo)
- Aglaia megistocarpa: (Borneo)
- Aglaia meliosmoides: (Tailandia)
- Aglaia membranifolia: (Malasia)
- Aglaia menadonensis: (Sulawesi)
- Aglaia merrillii: (Filipinas)
- Aglaia micrantha: (Filipinas)
- Aglaia micropora: (Filipinas)
- Aglaia minahassae: (Sulawesi)
- Aglaia mindanaensis: (Filipinas)
- Aglaia minutiflora: (Indonesia)
- Aglaia mirandae: (Filipinas)
- Aglaia monophylla: (Filipinas)
- Aglaia monozyga: (Borneo)
- Aglaia montana: (Java)
- Aglaia motleyana: (Borneo)
- Aglaia moultonii: (Borneo)
- Aglaia mucronulata: (Java)
- Aglaia multiflora: (Filipinas)
- Aglaia multifoliola: (Filipinas)
- Aglaia multijuga: (Fiyi)
- Aglaia myriantha: (Filipinas)
- Aglaia myristicifolia: (Nueva Guinea)
- Aglaia negrosensis: (Filipinas)
- Aglaia neotenica: (Borneo)
- Aglaia nivea
- Aglaia nudibacca: (Islas Salomón)
- Aglaia oblanceolata: (Tailandia)
- Aglaia obliqua: (Nueva Guinea)
- Aglaia oblonga: (SE Asia)
- Aglaia ochneocarpa: (Sumatra)
- Aglaia odoardoi: (Borneo)
- Aglaia odorata: Flor de arroz (China)
- Aglaia oligantha: (Filipinas)
- Aglaia oligocarpa: (Sumatra)
- Aglaia oligophylla: (Sumatra)
- Aglaia oxypetala
- Aglaia pachyphylla: (Sumatra)
- Aglaia palauensis: (isla Palau)
- Aglaia palawanensis
- Aglaia palembanica: (Borneo)
- Aglaia pallida
- Aglaia pamattonis: (Borneo)
- Aglaia paniculata: (Indonesia)
- Aglaia parksii
- Aglaia parviflora: (Nueva Guinea)
- Aglaia parvifolia: (Filipinas)
- Aglaia parvifoliola: (Nueva Guinea)
- Aglaia pauciflora: (Filipinas)
- Aglaia pedicellaris: (Indonesia)
- Aglaia peekelii: (Archipiélago Bismarck)
- Aglaia penningtoniana: (Nueva Guinea)
- Aglaia perfulva: (Filipinas)
- Aglaia perviridis: (Indonesia)
- Aglaia phaeogyna: (Nueva Guinea)
- Aglaia pirifera: (China)
- Aglaia pleuropteris: (Vietnam)
- Aglaia poilanei: (Vietnam)
- Aglaia polyneura: (Nueva Guinea)
- Aglaia polyphylla: (Java)
- Aglaia ponapensis (Islas Carolinas)
- Aglaia porulifera: (Nueva Guinea)
- Aglaia poulocondorensis: (SE Asia)
- Aglaia procera: (Islas Salomón)
- Aglaia psilopetala: (Polinesia)
- Aglaia puberulanthera: (Nueva Guinea)
- Aglaia puncticulata: (Filipinas)
- Aglaia pycnocarpa: (Sumatra)
- Aglaia pycnoneura: (Nueva Guinea)
- Aglaia pyramidata: (China)
- Aglaia pyricarpa: (Sumatra)
- Aglaia pyriformis: (Filipinas)
- Aglaia pyrrholepis: (Java)
- Aglaia querciflorescens: (Filipinas)
- Aglaia quocensis: (SE Asia)
- Aglaia racemosa: (Borneo)
- Aglaia ramosii: (Filipinas)
- Aglaia ramotricha: (Borneo)
- Aglaia ramuensis: (Nueva Guinea)
- Aglaia rechingerae: (Archipiélago Bismarck)
- Aglaia reinwardtii: (Sulawesi)
- Aglaia repoeuensis: (SE Asia)
- Aglaia reticulata: (Filipinas)
- Aglaia rivularis: (Borneo)
- Aglaia rizalensis: (Filipinas)
- Aglaia robinsonii: (Filipinas)
- Aglaia rodatzii: (Nueva Guinea)
- Aglaia roemeri: (Nueva Guinea)
- Aglaia roxburghiana: (SE Asia)
- Aglaia rubra: (Nueva Guinea)
- Aglaia rubrivenia: (Islas Salomón)
- Aglaia rudolfi: (Nueva Guinea)
- Aglaia rufa: (Sumatra)
- Aglaia rugulosa: (Malasia, Borneo)
- Aglaia salicifolia: (Malasia)
- Aglaia saltatorum: (Isla de Tonga)
- Aglaia samarensis: (Filipinas)
- Aglaia samoensis: (Samoa)
- Aglaia saxonii: (Nueva Guinea)
- Aglaia schlechteri: (Nueva Guinea)
- Aglaia schraderiana: (Nueva Guinea)
- Aglaia schultzei: (Nueva Guinea)
- Aglaia sclerocarpa: (Sulawesi)
- Aglaia scortechinii
- Aglaia shawiana: (Borneo)
- Aglaia sibuyanensis: (Filipinas)
- Aglaia simplex: (Borneo)
- Aglaia simplicifolia: (Nueva Guinea)
- Aglaia smithii: (Sulawesi)
- Aglaia somalensis: (Somalilandia)
- Aglaia sorsogonensis: (Filipinas)
- Aglaia spaniantha: (Nueva Guinea)
- Aglaia spectabilis
- Aglaia splendens: (Java)
- Aglaia squamulosa: (SE Asia)
- Aglaia stapfii: (Sulawesi)
- Aglaia steinii: (Nueva Guinea)
- Aglaia stellato-tomentosa: (Filipinas)
- Aglaia stellipila: (Nueva Guinea)
- Aglaia stenophylla: (Filipinas)
- Aglaia sterculioides: (Borneo)
- Aglaia subcuprea: (Nueva Guinea)
- Aglaia subgrisea: (Malasia)
- Aglaia subminutiflora: (Nueva Guinea)
- Aglaia submonophylla: (Borneo)
- Aglaia subsessilis: (Borneo)
- Aglaia subviridis: (Filipinas)
- Aglaia sulingi: (Java)
- Aglaia tarangisi: (Filipinas)
- Aglaia tayabensis: (Filipinas)
- Aglaia taynguyenensis: (Vietnam)
- Aglaia tembelingensis: (Malasia)
- Aglaia tenuicaulis: (Malasia)
- Aglaia tenuifolia: (China)
- Aglaia testicularis: (China)
- Aglaia teysmanniana: (Sumatra)
- Aglaia tomentosa: (Indonesia)
- Aglaia trichostemon: (Borneo)
- Aglaia trichostoma: (Nueva Guinea)
- Aglaia trimera: (Borneo)
- Aglaia tripetala: (Borneo)
- Aglaia trunciflora: (Filipinas)
- Aglaia tsangii: (China)
- Aglaia turczaninowii: (Filipinas)
- Aglaia ulawaensis: (Islas Salomón)
- Aglaia umbrina: (Filipinas)
- Aglaia undulata: (Indonesia)
- Aglaia unifoliata: (Borneo)
- Aglaia urdanetensis: (Filipinas)
- Aglaia uropbylla: (Nueva Guinea)
- Aglaia variisquama: (Malasia, Borneo)
- Aglaia venusta: (Hawái)
- Aglaia versteeghii: (Nueva Guinea)
- Aglaia villamilii: (Filipinas)
- Aglaia vitiensis: (Hawái)
- Aglaia vulpina: (Nueva Guinea)
- Aglaia wallichii: (Indonesia)
- Aglaia wangii: (China)
- Aglaia whitmeei: (Samoa)
- Aglaia winckelii: (Java)
- Aglaia yunnanensis: (China)
- Aglaia yzermanni: (Malasia)
- Aglaia zippelii: (Nueva Guinea)
- Aglaia zollingeri: (Java)